# Leptotarsus (Longurio) carreranus
Leptotarsus (Longurio) carreranus is een tweevleugelige uit de familie langpootmuggen (Tipulidae). De soort komt voor in het Neotropisch gebied.